# منشأة زعفرانة
قرية منشأة زعفرانة هي إحدى القرى التابعة لمركز أبو قرقاص بمحافظة المنيا في جمهورية مصر العربية. حسب إحصاءات سنة 2006، بلغ إجمالي السكان في منشأة زعفرانة 4709 نسمة، منهم 2404 رجال و2305 امرأة.